# Dischezia infantile
Per  Dischezia  in campo medico, si intende la difficoltà che si ritrova nei bambini nei primi mesi di vita ad emettere feci.

## Epidemiologia
I bambini oggetto di tale disturbo hanno un'età inferiore ai 6 mesi.

## Esami
Viene diagnosticato dopo un'attenta anamnesi, dove devono rispettare i criteri di Roma III, ovvero il bambino deve piangere e sforzarsi per 10 minuti prima di defecare per trovarsi di fronte tale disturbo.

## Eziologia
Il disturbo è dovuto ad un'incapacità di controllare e coordinare i muscoli che servono per l'atto.

## Terapia
Si risolve spontaneamente, senza l'impiego di possibili farmaci che potrebbero aiutare il bambino come i lassativi. 